# Pentium OverDrive
O Pentium OverDrive era um nome de marca de marketing de microprocessador usado pela Intel para cobrir uma variedade de produtos de atualização de consumo vendidos em meados da década de 1990. Foi originalmente lançado para placas-mãe 486 e, posteriormente, alguns soquetes Pentium. A Intel abandonou a marca, pois não atraiu compradores corporativos e desencorajou a venda de novos sistemas.

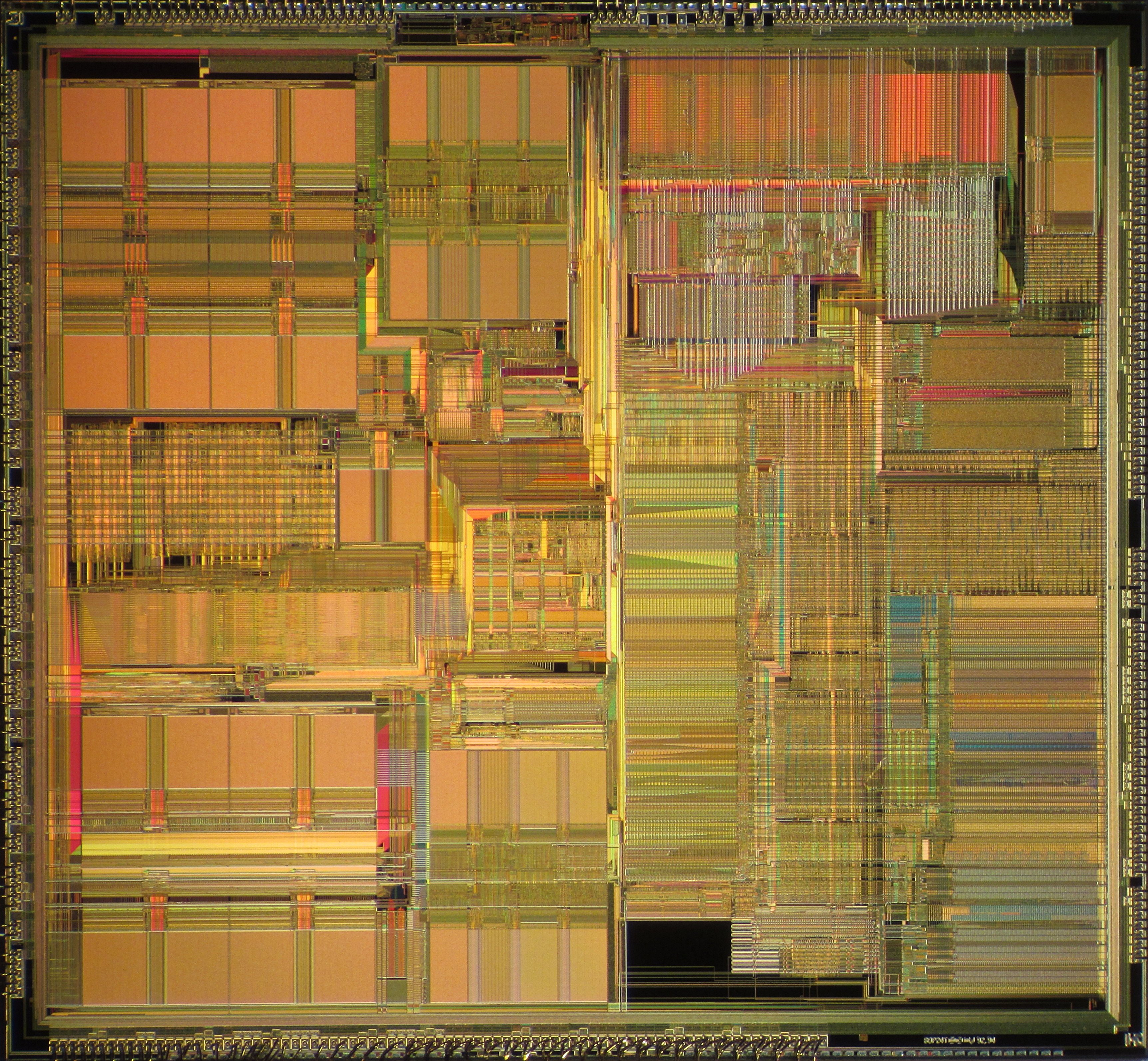
Pentium OverDrive para sistemas 486

O Pentium OverDrive é um núcleo Pentium P54 de 3,3 volts fortemente modificado, fabricado com tecnologia de 0,6 micrômetros. Ele é equipado com uma unidade de barramento compatível com 486 (embora com um número de pinos aumentado), um dissipador de calor e ventoinha integrados e 32 kB de cache de nível 1, o dobro dos 16 kB oferecidos nos chips P54C regulares. Como o barramento de dados foi efetivamente reduzido para largura de 32 bits, o desempenho por clock foi muito inferior ao de um Pentium 'regular', embora ainda substancialmente mais rápido em comparação com um 486 com clock semelhante devido às melhorias arquitetônicas do Pentium, como o FPU muito melhorada. Também foi equipado com um regulador de energia integrado de 3,3 volts, já que muitas placas-mãe 486 forneciam apenas energia de 5 volts.
O modelo 63 MHz foi lançado em fevereiro de 1995 e suportava 25 sistemas de barramento MHz. O muito mais rápido versão de 83 MHz, que suportava 25 (63 MHz efetivo) e 33. Os sistemas de barramento MHz, lançados muito mais tarde no mesmo ano, em outubro, eram muito caros, custando US$ 299 em comparação com outras alternativas de atualização, como as baseadas nos chips 5x86 da AMD e Cx5x86 da Cyrix.
O dissipador de calor do processador está permanentemente conectado, e o módulo do ventilador removível é alimentado por pinos de metal semelhantes a molas que se conectam a um trio de condutores na superfície do chip. O clipe que solta a ventoinha é visível na primeira foto, no canto superior esquerdo do processador. A "coluna" de plástico central que sai do centro do ventilador abriga a fiação do ventilador e desce pela lateral do dissipador de calor neste canto. Os pequenos pontos de plástico em cada canto superior esquerdo desta coluna são o mecanismo de travamento do ventilador e são liberados ao apertá-los. O canto oposto da CPU tem uma trava que trava a ventoinha embaixo do dissipador de calor, girando no lugar durante a montagem. O processador monitora a ventoinha e reduz a velocidade do clock para evitar superaquecimento e danos se a ventoinha não estiver funcionando. Este é um predecessor da detecção e proteção de temperatura interna nos processadores modernos da Intel.

## Compatibilidade e desempenho
Durante o desenvolvimento, a Intel mudou a especificação de design, causando vários problemas de compatibilidade e desempenho com algumas placas que anteriormente eram totalmente compatíveis. Por exemplo, a placa-mãe Packard Bell 450 exigia que um interposer especialmente projetado fosse instalado entre o processador e a placa-mãe para lidar com a especificação alterada, com a infeliz consequência de impedir o acesso ao cache de nível 2 da placa-mãe, resultando em desempenho abaixo da média. Além disso, alguns chipsets mais antigos não suportam a funcionalidade de write-back do cache de nível 1 do chip, o que também pode reduzir o desempenho. No entanto, a maioria das placas-mãe Socket 3, particularmente mais tarde (pós-1994) VLB e a maioria das placas PCI, fornecem suporte adequado para o Pentium OverDrive, incluindo acesso totalmente operacional ao cache de nível 2, e muitas placas anteriores também suportam o processador com níveis variados. de compatibilidade e desempenho.
Em termos de desempenho, muitos benchmarks sintéticos populares da época mostraram que o Pentium OverDrive estava com desempenho inferior aos seus rivais muito mais baratos e com clocks mais altos, embora seu desempenho no mundo real (dado que o cache da placa-mãe estava sendo usado de maneira otimizada) pudesse ser muito diferente: programas que eram dependentes de ponto flutuante ou otimizados para a arquitetura Pentium (como ambos estavam se tornando cada vez mais comuns em meados dos anos noventa) obtiveram um benefício mais substancial do Pentium OverDrive, particularmente a versão 83 MHz. Além disso, suportava totalmente programas e sistemas operacionais codificados especificamente para a arquitetura Pentium, como muitos emuladores, utilitários multimídia e até mesmo sistemas operacionais e jogos Windows posteriores; no entanto, o benefício de executar esses programas em um sistema com restrição de barramento de clock e placa-mãe pode ser questionável.

## Socket 8

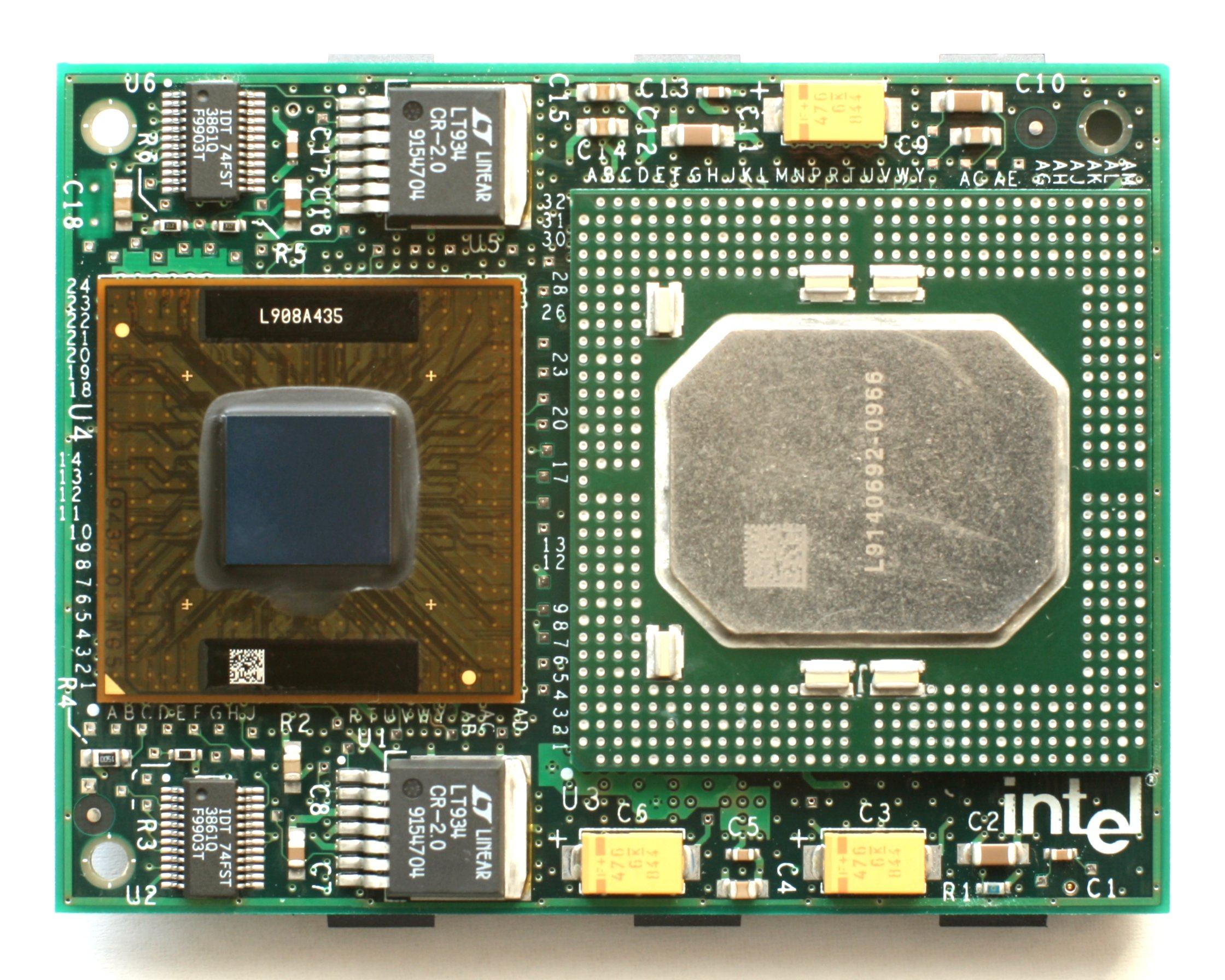
Pentium II Overdrive sem dissipador de calor. O núcleo Flip-chip Deschutes está à esquerda. O cache de 512 kB está à direita

Em 1998, o Pentium II OverDrive, número de peça PODP66X333, foi lançado como um caminho de atualização para os proprietários do Pentium Pro. Esta atualização pode ser usada em sistemas Socket 8 de processador único e duplo, ou em dois soquetes de sistemas Socket 8 com processador quádruplo com CPU 3 e 4 removidas. Embora possa ser executado em sistemas de soquete quádruplo e hexa não oficialmente depois que alguns usuários atualizaram o ALR 6x6 com eles.
A combinação do núcleo do Pentium II Deschutes em um pacote flip-chip com um chip de cache L2 de velocidade total de 512 kB do Pentium II Xeon em um módulo compatível com o Socket 8 resultou em 300 ou 333 Processador MHz que pode rodar em 60 ou 66 barramento frontal MHz. Essa combinação reuniu alguns dos aspectos mais atraentes do Pentium II e do Pentium II Xeon: suporte a MMX/desempenho aprimorado de 16 bits e cache L2 de velocidade total, respectivamente. O núcleo móvel Pentium II posterior "Dixon" emularia essa combinação com seus 256 kB de cache de velocidade total.
No esquema "Family/Model/Stepping" da Intel, a CPU Pentium II OverDrive é a família 6, modelo 3. Embora fosse baseado no núcleo Deschutes, quando consultado pelo comando CPUID, identificou-se como um Klamath Pentium II. Conforme observado na documentação de atualização do processador Pentium II da Intel, "embora este processador tenha um CPUID de 163xh, ele usa um núcleo de processador CPUID 065xh do processador Pentium II."

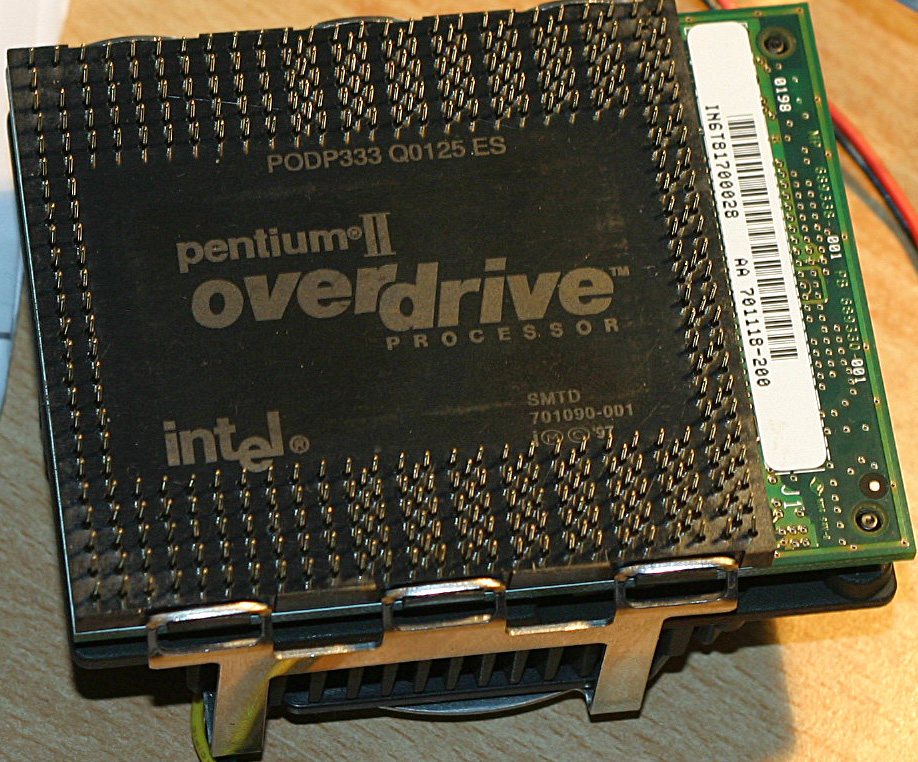
Uma versão de exemplo de engenharia da CPU Pentium II Overdrive, mostrando a parte inferior da unidade

O principal cliente para a produção desses chips foi o supercomputador ASCI Red da Sandia National Laboratories, que teve todos os 4.510 CPUs atualizados em 1999. Após a atualização, o sistema voltou a ser o mais rápido do mundo no TOP500.